# Wellington Zaza
Wellington Zaza est un athlète libérien, né le 20 janvier 1995. Il est spécialiste du 110 mètres haies.

## Biographie
Wellington Zaza naît le 20 janvier 1995 au Liberia. Lorsqu'il a 4 ans, sa mère fuit la guerre civile pour se réfugier aux États-Unis. Son père, qui a travaillé pour l'ancien président Samuel Doe, est fait prisonnier politique pendant 8 ans. Wellington Zaza vit alors dans des camps de réfugiés en Côte d'Ivoire. À l'âge de 6 ans, il rejoint sa mère à Philadelphie.
En 2014, il termine quatrième des championnats du monde junior sur 110 m haies.
En 2018, il obtient une médaille de bronze aux championnats d'Afrique.

## Palmarès
| Date | Compétition                   | Lieu   | Résultat | Épreuve             | Temps   |
| ---- | ----------------------------- | ------ | -------- | ------------------- | ------- |
| 2014 | Championnats du monde juniors | Eugene | 4e       | 110 m haies (99 cm) | 13 s 38 |
| 2018 | Championnats d'Afrique        | Asaba  | 3e       | 110 m haies         | 13 s 88 |